# MTV Video Music Awards
MTV Video Music Awards er et TV-musikarrangement, der arrangeres af MTV. Showet fandt første gang sted i 1984.

## MTV Video Music Awards, værtsbyer og værter
| År   | Dato          | Sted                              | Værtsby                    | Vært                          |
| ---- | ------------- | --------------------------------- | -------------------------- | ----------------------------- |
| 1984 | 14. september | Radio City Music Hall             | New York                   | Dan Aykroyd og Bette Midler   |
| 1985 | 13. september | Radio City Music Hall             | New York                   | Eddie Murphy                  |
| 1986 | 5. september  | Palladium, Universal Amphitheatre | New York City, Los Angeles | MTV VJs                       |
| 1987 | 11. september | Universal Amphitheatre            | Los Angeles                | MTV VJs                       |
| 1988 | 7. september  | Universal Amphitheatre            | Los Angeles                | Arsenio Hall                  |
| 1989 | 6. september  | Universal Amphitheatre            | Los Angeles                | Arsenio Hall                  |
| 1990 | 6. september  | Universal Amphitheatre            | Los Angeles                | Arsenio Hall                  |
| 1991 | 5. september  | Universal Amphitheatre            | Los Angeles                | Arsenio Hall                  |
| 1992 | 9. september  | Pauley Pavilion                   | Los Angeles                | Dana Carvey                   |
| 1993 | 2. september  | Universal Amphitheatre            | Los Angeles                | Christian Slater              |
| 1994 | 8. september  | Radio City Music Hall             | New York                   | Roseanne Barr                 |
| 1995 | 7. september  | Radio City Music Hall             | New York                   | Dennis Miller                 |
| 1996 | 4. september  | Radio City Music Hall             | New York                   | Dennis Miller                 |
| 1997 | 4. september  | Radio City Music Hall             | New York                   | Chris Rock                    |
| 1998 | 10. september | Gibson Amphitheatre               | Los Angeles                | Ben Stiller                   |
| 1999 | 9. september  | Metropolitan Opera House          | New York                   | Chris Rock                    |
| 2000 | 7. september  | Radio City Music Hall             | New York                   | Marlon Wayans og Shawn Wayans |
| 2001 | 6. september  | Metropolitan Opera House          | New York                   | Jamie Foxx                    |
| 2002 | 29. august    | Radio City Music Hall             | New York                   | Jimmy Fallon                  |
| 2003 | 28. august    | Radio City Music Hall             | New York                   | Chris Rock                    |
| 2004 | 29. august    | American Airlines Arena           | Miami                      | N/A                           |
| 2005 | 28. august    | American Airlines Arena           | Miami                      | Sean "Diddy" Combs            |
| 2006 | 31. august    | Radio City Music Hall             | New York                   | Jack Black                    |
| 2007 | 9. september  | The Palms Hotel and Casino        | Las Vegas                  | N/A                           |
| 2008 | 7. september  | Paramount Pictures                | Los Angeles                | Russell Brand                 |
| 2009 | 13. september | Radio City Music Hall             | New York City              | Russell Brand                 |
| 2010 | 12. september | Nokia Theatre                     | Los Angeles                | Chelsea Handler               |
| 2011 | 28. august    | Nokia Theatre                     | Los Angeles                | N/A                           |
| 2012 | 6. september  | Staples Center                    | Los Angeles                | Kevin Hart                    |
| 2013 | 25. august    | Barclays                          | Brooklyn, New York         | N/A                           |
| 2014 | 24. august    | The Forum                         | Inglewood, Californien     | N/A                           |
| 2015 | 30. august    | Microsoft Theater                 | Los Angeles                | Miley Cyrus                   |
| 2016 | 28. august    | Madison Square Garden             | New York City              | N/A                           |
| 2017 | 27. august    | The Forum                         | Inglewood, Californien     | Katy Perry                    |
| 2018 | 20. august    | Radio City Music Hall             | New York City              | N/A                           |

## Optrædende
| År   | Optrædende (kronologisk) |
| ---- | --- |
| 1984 | Rod Stewart Madonna Huey Lewis and the News David Bowie Tina Turner ZZ Top Ray Parker Jr. |
| 1985 | Eurythmics David Ruffin & Eddie Kendrick & Hall & Oates Tears for Fears John Cougar Mellencamp Pat Benatar Sting Eddie Murphy |
| 1986 | Robert Palmer The Hooters The Monkees 'Til Tuesday INXS Van Halen Mr. Mister Simply Red Whitney Houston Pet Shop Boys Tina Turner Genesis |
| 1987 | Los Lobos Bryan Adams The Bangles Bon Jovi Crowded House Madonna Whitesnake Whitney Houston The Cars David Bowie Prince Cyndi Lauper Run-D.M.C. (feat. Steven Tyler & Joe Perry ) |
| 1988 | Rod Stewart Jody Watley Aerosmith Elton John Depeche Mode Crowded House Cher The Fat Boys (feat. Chubby Checker ) Guns N' Roses INXS |
| 1989 | Madonna Bobby Brown Def Leppard Tone-Loc The Cult Paula Abdul Jon Bon Jovi & Richie Sambora The Cure Cher The Rolling Stones Axl Rose & Tom Petty and the Heartbreakers |
| 1990 | Janet Jackson Mötley Crüe MC Hammer INXS Sinéad O'Connor New Edition (feat. Bobby Brown) Faith No More Phil Collins 2 Live Crew World Party Aerosmith Madonna |
| 1991 | Van Halen C+C Music Factory Poison Mariah Carey EMF Paula Abdul Queensrÿche LL Cool J Metallica Don Henley Guns N' Roses Prince and The New Power Generation |
| 1992 | The Black Crowes Bobby Brown U2 & Dana Carvey Def Leppard Nirvana Elton John Pearl Jam Red Hot Chili Peppers Michael Jackson Bryan Adams En Vogue Eric Clapton Guns N' Roses & Elton John |
| 1993 | Madonna Lenny Kravitz (feat. John Paul Jones ) Sting Soul Asylum & Peter Buck & Victoria Williams Aerosmith Naughty By Nature R.E.M. Spin Doctors Pearl Jam The Edge Janet Jackson |
| 1994 | Aerosmith Boyz II Men The Smashing Pumpkins The Rolling Stones Green Day Beastie Boys Alexandrov Red Army Ensemble & Leningrad Cowboys Salt-N-Pepa Tom Petty and the Heartbreakers Snoop Doggy Dogg Stone Temple Pilots Bruce Springsteen                                                                                              |
| 1995 | Michael Jackson (feat. Slash ) Live TLC R.E.M. Red Hot Chili Peppers Bon Jovi, Alanis Morissette Hootie & the Blowfish Hole Green Day White Zombie |
| 1996 | The Smashing Pumpkins The Fugees (feat. Nas ) Metallica LL Cool J Neil Young Hootie & the Blowfish Alanis Morissette Bush The Cranberries Oasis Bone Thugs-N-Harmony Kiss |
| 1997 | Puff Daddy (feat. Faith Evans , 112 , Mase & Sting) Jewel The Prodigy The Wallflowers (feat. Bruce Springsteen) Lil' Kim & Da Brat & Missy Elliott & Lisa "Left-Eye" Lopes & Angie Martinez U2 Beck Spice Girls Jamiroquai Marilyn Manson                                                                                              |
| 1998 | Madonna Pras (feat. Ol' Dirty Bastard , Mýa , Wyclef Jean & Canibus ) Hole Master P (feat. Silkk Tha Shocker , Mystikal & Mia X ) Backstreet Boys Beastie Boys Brandy & Monica Dave Matthews Band Marilyn Manson Brian Setzer Orchestra                                                                                                |
| 1999 | Kid Rock (feat. Run-DMC , Steven Tyler, Joe Perry & Joe C. ) Lauryn Hill Backstreet Boys Ricky Martin Nine Inch Nails TLC Fatboy Slim Jay-Z (feat. DJ Clue & Amil ) Britney Spears & 'N Sync Eminem & Dr. Dre & Snoop Dogg |
| 2000 | Janet Jackson Rage Against the Machine Sisqo (feat. Dru Hill ) Britney Spears Eminem Red Hot Chili Peppers 'N Sync Nelly Christina Aguilera (feat. Fred Durst ) Blink-182 |
| 2001 | Jennifer Lopez (feat. Ja Rule ) Linkin Park & The X-Ecutioners Alicia Keys 'N Sync (feat. Michael Jackson) Daphne Aguilera Jay-Z Staind Missy Elliott (feat. Nelly Furtado Ludacris & Trina ) U2 Britney Spears |
| 2002 | Bruce Springsteen & the E Street Band Pink Ja Rule & Ashanti & Nas Shakira Eminem P. Diddy (feat. Busta Rhymes , Ginuwine , Pharrell & Usher ) Sheryl Crow The Hives The Vines Justin Timberlake (feat. Clipse ) Guns N' Roses |
| 2003 | Madonna (feat. Britney Spears, Christina Aguilera & Missy Elliott) Good Charlotte Christina Aguilera (feat. Redman & Dave Navarro ) 50 Cent (feat. Snoop Dogg) Mary J. Blige (feat. Method Man & 50 Cent) Coldplay Beyoncé (feat. Jay Z) Metallica                                                                                     |
| 2004 | Usher Jet Hoobastank Yellowcard Kanye West (feat. Chaka Khan & Syleena Johnson ) Lil Jon & The East Side Boyz Ying Yang Twins Petey Pablo Terror Squad (feat. Fat Joe ) Jessica Simpson Nelly (feat. Christina Aguilera) Alicia Keys (feat. Lenny Kravitz & Stevie Wonder ) The Polyphonic Spree OutKast                               |
| 2005 | Green Day Ludacris (feat. Bobby Valentino ) MC Hammer Shakira (feat. Alejandro Sanz ) R. Kelly The Killers P. Diddy & Snoop Dogg Don Omar Tego Calderón Daddy Yankee Coldplay Kanye West (feat. Jamie Foxx ) Mariah Carey (feat. Jadakiss & Jermaine Dupri ) 50 Cent (feat. Mobb Deep & Tony Yayo ) My Chemical Romance Kelly Clarkson |
| 2006 | Justin Timberlake (feat. Timbaland ) The Raconteurs Shakira & Wyclef Jean Ludacris (feat. Pharrell & Pussycat Dolls ) OK Go The All-American Rejects Beyoncé T.I. (feat. Young Dro ) Panic! at the Disco Busta Rhymes Missy Elliott Christina Aguilera Tenacious D The Killers                                                         |
| 2007 | Britney Spears Chris Brown (feat. Rihanna ) Linkin Park Alicia Keys Timbaland (feat. Nelly Furtado, Sebastian , Keri Hilson & Justin Timberlake) |
| 2008 | Rihanna Jonas Brothers Lil Wayne (feat. Leona Lewis & T-Pain ) Paramore Pink T.I. (feat. Rihanna) Christina Aguilera Kanye West Katy Perry Kid Rock (feat. Lil Wayne) The Ting Tings LL Cool J Lupe Fiasco |
| 2009 | Janet Jackson & This Is It back-up dancers Katy Perry & Joe Perry Taylor Swift Lady Gaga Green Day Beyoncé Muse Pink Jay-Z & Alicia Keys |
| 2010 | Eminem (feat. Rihanna) Justin Bieber Usher Florence and the Machine Taylor Swift Drake (feat. Mary J. Blige & Swizz Beatz ) B.o.B & Paramore (feat. Bruno Mars ) Linkin Park Kanye West |
| 2011 | Lady Gaga (feat. Brian May ) Jay Z & Kanye West Pitbull (feat. Ne-Yo & Nayer ) Adele Chris Brown Beyoncé Young the Giant Bruno Mars Lil Wayne |
| 2012 | Rihanna (feat. ASAP Rocky & Calvin Harris ) Pink Frank Ocean One Direction Lil Wayne & 2 Chainz Green Day Alicia Keys (feat. Nicki Minaj ) Taylor Swift |
| 2013 | Lady Gaga Miley Cyrus & Robin Thicke (feat. 2 Chainz & Kendrick Lamar ) Kanye West Justin Timberlake (feat. 'N Sync) Macklemore & Ryan Lewis (feat. Mary Lambert & Jennifer Hudson ) Drake Bruno Mars Katy Perry |
| 2014 | Ariana Grande & Nicki Minaj & Jessie J Taylor Swift Sam Smith Usher (feat. Nicki Minaj ) Iggy Azalea (feat. Rita Ora ) 5 Seconds of Summer Maroon 5 Beyoncé |
| 2015 | Nicki Minaj & Taylor Swift Macklemore & Ryan Lewis (feat. Eric Nally , Melle Mel , Kool Moe Dee , Grandmaster Caz ) The Weeknd Demi Lovato (feat. Iggy Azalea) Justin Bieber Tori Kelly Pharrell Williams Twenty One Pilots & ASAP Rocky Miley Cyrus                                                                                   |
| 2017 | Rihanna Ariana Grande (feat. Nicki Minaj ) Future Nick Jonas (feat. Ty Dolla $ign ) Beyoncé Britney Spears (feat. G-Eazy ) The Chainsmokers (feat. Halsey ) |
| 2018 | Kendrick Lamar Ed Sheeran (feat. Lil Uzi Vert ) Julia Michaels Shawn Mendes Lorde Fifth Harmony (feat. Gucci Mane ) Miley Cyrus Demi Lovato Pink Kyle Alessia Cara Logic (feat. Khalid & Alessia Cara) Thirty Seconds to Mars (feat. Travis Scott ) DNCE & Rod Stewart Katy Perry (feat. Nicki Minaj )                                 |
| 2019 | Shawn Mendes Bazzi Logic (feat. Ryan Tedder ) Panic! at the Disco Jessie Reyez Nicki Minaj Hayley Kiyoko Jennifer Lopez (feat. DJ Khaled & Ja Rule) Ariana Grande PrettyMuch Travis Scott (feat. James Blake ) Juice Wrld Maluma Lauv Post Malone (feat. 21 Savage & Aerosmith)                                                        |
| 201  | Taylor Swift Shawn Mendes Lizzo Jonas Brothers Lil Nas X Missy Elliott Shawn Mendes & Camila Cabello Miley Cyrus Rosalía (feat. Ozuna ) H.E.R. Normani Big Sean (feat. A$AP Ferg ) AJ Mitchell Bad Bunny & J Balvin Queen Latifah , Naughty By Nature, Redman, Fetty Wap & Wyclef Jean                                                 |
| 2020 | The Weeknd DaBaby Miley Cyrus Maluma BTS Lady Gaga & Ariana Grande JP Saxe & Julia Michaels Doja Cat Keke Palmer CNCO Black Eyed Peas , Nicky Jam & Tyga |
| 2021 | Justin Bieber & The Kid LAROI Olivia Rodrigo Kacey Musgraves Twenty One Pilots Ed Sheeran Lil Nas X & Jack Harlow Camila Cabello Shawn Mendes & Tainy Doja Cat Chlöe Normani Ozuna Foo Fighters Alicia Keys (feat. Swae Lee ) Busta Rhymes & Spliff Star Machine Gun Kelly & Travis Barker                                             |
| 2022 | Jack Harlow & Fergie Lizzo Blackpink J Balvin & Ryan Castro Khalid & Marshmello Nicki Minaj Eminem & Snoop Dogg Red Hot Chill Peppers Anitta Kane Brown Måneskin Flex.valentino Bad Bunny Panic! at the Disco |